# 郡山ジャンクション

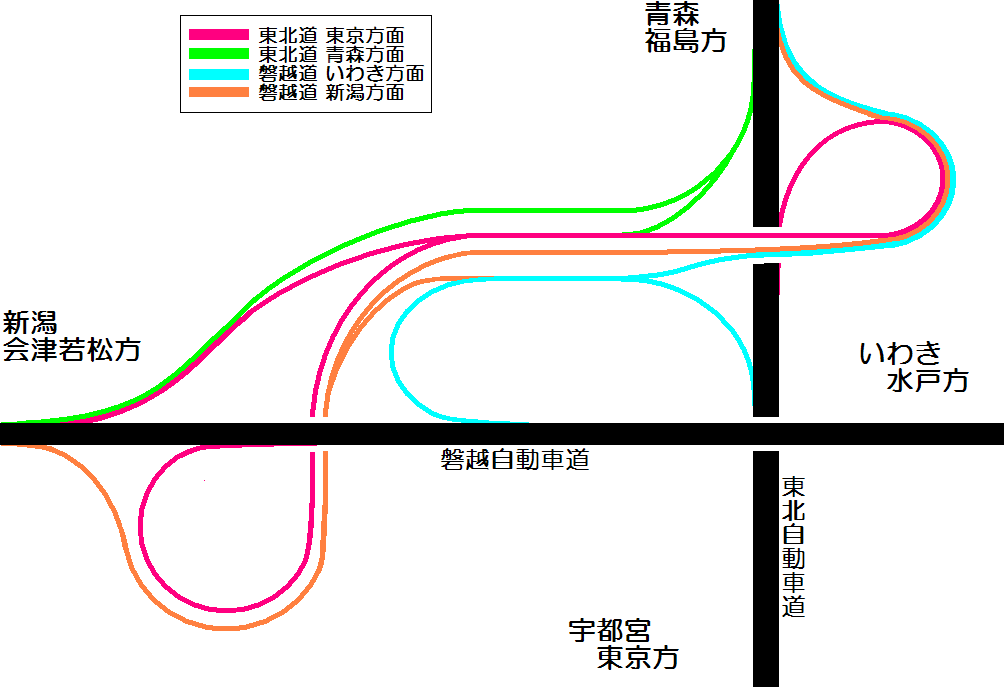
車線の概要図。

郡山ジャンクション（こおりやまジャンクション）は、福島県郡山市喜久田町にあるジャンクションで、東北自動車道と磐越自動車道を接続する。

## 概要
1990年（平成2年）10月に東北自動車道から磐越自動車道の会津若松・新潟方面が開通し、その5年後の1995年（平成7年）8月に磐越自動車道のいわき方面が開通した。
そのため、ダブルトランペット型と呼ばれる一般的なトランペット型インターチェンジを2つ組み合わせた形状となっている。
また、進路別に路面が色分け（白線の内側に破線がある）されており、誤進入防止に役立っている。
例えば、東北自動車道上り線から磐越自動車道上り線へ行く場合、「いわき方面」に2度分岐した後、東北自動車道下り線からの合流があり、その先で左へカーブを描きながらもう一度「いわき方面」へ入らなければならない。
- ■：E4 東北自動車道 下り線（福島・仙台方面）
- ■：E4 東北自動車道 上り線（宇都宮・さいたま方面）
- ■：E49 磐越自動車道 下り線（会津若松・新潟方面）
- ■：E49 磐越自動車道 上り線（いわき方面）

## 接続している路線
- E4 東北自動車道（18-1番）
- E49 磐越自動車道

## 画像
- 磐越道側のランプ
- 東京方面から

## 隣
E4 東北自動車道
(18)郡山IC - (18-1)郡山JCT - (19)本宮IC
E49 磐越自動車道
(3-1)郡山東IC - (18-1)郡山JCT - 五百川PA - (4)磐梯熱海IC